# جوزپه موچا
جوزپه موچا (ایتالیایی: Giuseppe Moccia؛ ۲۲ ژوئن ۱۹۳۳ – ۲۰ اوت ۲۰۰۶) یک کارگردان فیلم و فیلم‌نامه‌نویس اهل ایتالیا بود.
از فیلم‌ها یا سریال‌های تلویزیونی که وی در آن‌ها نقش داشته است، می‌توان به اگر انجامش بدی، توی دردسر می‌افتی، نشان تو چیست؟، ۱۶ ساله‌ها، دانشکده، فاشیست، اسکی مارپیچ، مرد، زن و پول، دو رقیب، رام کردن زن سرکش و فروشگاه بزرگ اشاره نمود.